# Anora (film)
Pour les articles homonymes, voir Anora.
Pour plus de détails, voir Fiche technique et Distribution.
Anora est un film américain réalisé par Sean Baker et sorti en 2024.
Le film se déroule entre New York et Las Vegas, où Anora, dite Ani, une jeune strip-teaseuse de Brooklyn, voit sa vie chamboulée lorsqu'elle rencontre Ivan, le fils d'un oligarque russe et l'épouse dans la foulée. Une fois la nouvelle parvenue en Russie, leur conte de fées est menacé. Les parents d'Ivan partent pour New York avec l'intention de faire annuler ce mariage.
Il est présenté en compétition officielle au Festival de Cannes 2024, où il remporte la Palme d'or. Le film est nommé l'un des dix meilleurs de 2024 par le National Board of Review et l'American Film Institute. Avec plus de 190 nominations à son actif, il décroche près de 80 récompenses dont deux British Academy Film Awards (meilleure actrice pour Madison). La production reçoit également cinq nominations à la 82e cérémonie des Golden Globes (dont celle du meilleur film comique ou musical).
Aux Oscars, le film triomphe et remporte cinq statuettes, dont celles de la meilleure actrice pour Mikey Madison, de la meilleure réalisation pour Sean Baker et surtout, l’Oscar du meilleur film.

## Synopsis
Anora « Ani » Mikheeva est une jeune strip-teaseuse vivant à Brighton Beach, un quartier russophone de Brooklyn. Bien qu'elle soit douée dans son « travail », Ani est insatisfaite de sa vie et cherche une issue.
Ani est la seule stripteaseuse du club chic de Manhattan dans lequel elle travaille à parler russe. Son patron lui présente Ivan « Vanya » Zakharov, le fils dissolu et immature d'un riche oligarque russe. Vanya est apparemment en Amérique pour étudier, mais il préfère faire la fête et jouer à des jeux vidéo dans la villa familiale de Brooklyn. Ses parents paient son parrain Toros et ses hommes de main Garnick et Igor pour le surveiller et nettoyer ses dégâts.
Bien qu'Ani ne se considère pas comme une prostituée, Vanya l'engage pour plusieurs rencontres sexuelles. Il s'attache à Ani et lui paie 15 000 $ pour rester avec lui pendant une semaine et se faire passer pour sa petite amie. Vanya et son entourage s'envolent pour Las Vegas au Nevada, où il demande à Ani de l'épouser. Bien qu'elle soit initialement sceptique, Vanya insiste sur le fait que son amour est sincère, et ils se marient sur le champ dans une petite chapelle de mariage typique de Las Vegas.
Après le mariage, Vanya mentionne avec désinvolture qu'il espère utiliser Ani pour obtenir une carte verte afin de ne pas avoir à rentrer chez lui et travailler pour son père inattentif. Ani quitte son emploi au club et se lance dans le rôle de l'épouse dévouée de Vanya, mais ce dernier reste puéril et irréfléchi. La nouvelle du mariage se répand sur les réseaux sociaux russes, à la fureur de la mère de Vanya, Galina, et du père, Nikolaï. Ils s'envolent immédiatement pour l'Amérique pour retrouver leur fils. Pendant ce temps, Galina ordonne à Toros de retrouver le couple pour organiser l'annulation du mariage.
Toros envoie Garnick et Igor affronter Ani et Vanya. Ils disent à Vanya que ses parents le ramèneront en Russie et insultent Ani en la traitant à plusieurs reprises de prostituée. Vanya s'enfuit en courant à moitié habillé, laissant Ani faire face seule aux conséquences. Elle se bat violemment contre Garnick et Igor, détruisant une grande partie du mobilier du salon, mais les deux hommes parviennent à la maîtriser et elle est retenue ligotée et bâillonnée. Lorsque Toros arrive, il tente d'expliquer à Ani l'immaturité de Vanya et le fait que celui-ci n'a aucun bien personnel à partager en cas de divorce. Il lui promet 10 000 dollars si elle accepte d'annuler leur mariage. Ani considère qu'elle et Vanya sont amoureux ; elle accepte à contrecœur d'aider Toros à le retrouver dans l'espoir qu'elle soit capable de rappeler à Vanya leur amour et de le convaincre de rester avec elle contre la volonté de sa famille. Toros arrache l'alliance d'Ani sur laquelle est serti un diamant.
Ani, Toros, Garnick et Igor passent la majeure partie de la nuit à parcourir Brooklyn à la recherche de Vanya. Ils finissent par apprendre que ce dernier, incapable de faire face au stress, est totalement saoul et passe de bars en boîtes de nuit. Ani surprend Vanya en train de se faire faire une lap dance par une collègue rivale de son ancien lieu de travail. Elle essaie désespérément d'expliquer la situation à Vanya, mais il est trop ivre pour l'écouter. Au petit matin, ils arrivent au tribunal où ils découvrent qu'un juge de New York n'est pas compétent pour annuler un mariage contracté dans un autre État. Après l'arrivée à New York des parents de Vanya en jet privé, à la demande de la mère, Galina, le groupe s'envole sur le champ pour Las Vegas.
Ani se présente aux parents de Vanya en russe, essayant de faire ses preuves et de sauver son mariage avec Vanya, mais Galina reste de marbre et la méprise ouvertement. Vanya cède immédiatement à ses parents, disant froidement à Ani que le mariage est impossible, et semble ne plus se soucier d'Ani ni de leur relation. Ani menace de forcer Vanya à suivre une longue procédure de divorce pour mettre fin à leur mariage, mais Galina promet de détruire sa vie si elle le fait. Reconnaissant l'immaturité de Vanya et le dysfonctionnement de cette famille, Ani cède et finit par signer les papiers d'annulation. Elle se moque de Vanya et provoque Galina en l'accusant d'avoir été une si mauvaise mère au point que son fils a épousé une strip-teaseuse. Nikolaï éclate de rire en signe d'approbation de la colère d'Ani. Une fois les papiers signés, Igor suggère à Vanya de s'excuser auprès d'Ani, mais Galina hurle que son fils ne s'excusera auprès de personne et qu'il ne sera pas tenu responsable de ce qu'il a fait subir à Ani.
Igor ramène Ani à New York à bord d'un vol commercial. Ils passent une dernière nuit dans la villa de la famille de Vanya, où ils échangent sur un ton aigre-doux mais sincère, Igor mentionnant notamment que son anniversaire était le jour précédent. Au matin, Igor donne à Ani l'argent que Toros lui a promis et la reconduit chez elle. Avant de la déposer, il lui rend l'alliance qu'il a subtilisée à Toros. Touchée, Ani commence à engager dans la voiture un rapport intime avec lui ; elle s'arrête brusquement lorsqu'il essaie de l'embrasser puis s'effondre en larmes dans ses bras.

## Fiche technique
Sauf indication contraire, les informations mentionnées dans cette section peuvent être confirmées par la base de données cinématographiques IMDb,  présente dans la section « Liens externes ».
- Titre original : Anora
- Réalisation et scénario : Sean Baker
- Musique : Matthew Hearon-Smith
- Direction artistique : Ryan Scott Fitzgerald
- Décors : Stephen Phelps
- Costumes : Jocelyn Pierce
- Photographie : Drew Daniels
- Montage : Sean Baker
- Casting : Sean Baker
- Production : Sean Baker, Alex Coco et Samantha Quan
  - Production déléguée : Ken Meyer
- Sociétés de production : Cre Film et FilmNation Entertainment
- Sociétés de distribution : Neon (États-Unis) ; Le Pacte (France)
- Pays de production :  États-Unis
- Langues originales : anglais et russe
- Format : couleur - 35mm - 2,35:1[2]
- Genre : comédie dramatique[3]
- Durée : 138 minutes
- Dates de sortie :
  - France : 21 mai 2024 (Festival de Cannes) ; 30 octobre 2024 (sortie nationale)
  - États-Unis : 18 octobre 2024
- Certification : 
  - France : interdit aux moins de 12 ans
  - États-Unis : R - Restricted

## Distribution
Sauf indication contraire, les informations mentionnées dans cette section peuvent être confirmées par la base de données cinématographiques IMDb,  présente dans la section « Liens externes ».
- Mikey Madison (VF : Juliette Allain ; VQ : Geneviève Bédard) : Anora « Ani » Mikheeva
- Mark Eidelstein (VF : Vladislav Botnaru ; VQ : Philippe Vanasse-Paquet) : Ivan « Vanya » Zakharov
- Iouri Borissov (VF : Yuriy Zavalnyouk ; VQ : Alexis Lefebvre) : Igor
- Karren Karagulian (VF : Serge Avédikian ; VQ : Frédéric Desager) : Toros
- Vache Tovmasyan (VF : Hovnatan Avédikian ; VQ : Adrien Bletton) : Garnyck
- Ivy Wolk (en) (VF : Louise Orry-Diquéro ; VQ : Romane Denis) : Crystal
- Luna Sofía Miranda : Lulu
- Alena Gourevitch : Clara
- Alexeï Serebriakov : Nikolaï Zakharov
- Daria Ekamassova (ru) (VF : Dinara Droukarova ; VQ : Viviane Pacal) : Galina Zakharov
- Lindsey Normington (en) (VF : Léna Tournier ; VQ : Catherine Brunet) : Diamond
- Paul Weissman : Nick
- Vincent Radwinsky (VF : Guillaume Pottier) : Jimmy
- Anton Bitter : Tom

 Source et légende : version française (VF) sur RS Doublage et carton du doublage français. version québécoise (VQ) sur Doublage.qc.ca

## Production

### Genèse et développement
Le 27 juin 2023, Sean Baker annonce que son prochain film sera une comédie dramatique intitulée Anora.
Parmi les influences, Sean Baker cite Jesús Franco et Soledad Miranda (salués au générique) pour les films Vampyros Lesbos et Crimes dans l’extase ; ainsi que La Femme scorpion, certains films de Maurice Pialat, La Filière française, Les Nuits de Cabiria, La Fille au pistolet, Sauvage et dangereuse, Un prince à New York, Série noire pour une nuit blanche…

### Distribution des rôles
Mikey Madison est engagée pour le rôle principal féminin, tandis que l'acteur russe Iouri Borissov incarne un des personnages masculins.

### Tournage
Le tournage se déroule entre New York et Las Vegas[réf. nécessaire].

## Accueil

### Festival et sorties
Le film fait partie de la sélection officielle du 77e festival de Cannes dévoilée le 11 avril 2024. Le jury, présidé par la cinéaste Greta Gerwig, lui décerne la Palme d'or le 25 mai 2024.
Anora sort le 18 octobre 2024 aux États-Unis puis le 30 octobre 2024 en France.

### Accueil critique
En France, le site Allociné propose une moyenne de 4,2⁄5, d'après l'interprétation de 43 critiques de presse.
Critikat apprécie le film et y voit la naissance d'une actrice. Rolling Stone loue la singularité et la déconstruction du rêve américain. Télérama relève l'aspect comédie noire, entre Martin Scorsese, les frères Safdie et les frères Coen. Idem pour Écran Large. Les Cahiers du cinéma apprécient le combat d'Ani comme la beauté du film.

## Distinctions
Sauf indication contraire, les informations mentionnées dans cette section peuvent être confirmées par la base de données cinématographiques IMDb,  présente dans la section « Liens externes ».

### Récompenses
Avec Le Poison de Billy Wilder, Marty de Delbert Mann et Parasite de Bong Joon-ho, Anora est le quatrième long métrage à avoir obtenu à la fois l'Oscar du meilleur film à Hollywood et la Palme d'or au Festival de Cannes.
- Festival de Cannes 2024 : Palme d'or[17]
- Oscars 2025 : 
  - Meilleur film
  - Meilleur réalisateur
  - Meilleure actrice pour Mikey Madison
  - Meilleur scénario original
  - Meilleur montage
- British Academy Film Awards 2025:
  - Meilleure Actrice pour Mikey Madison
  - Meilleur Casting
- British Independent Film Awards (2025): Meilleur film international
- Critics' Choice Movie Awards 2025: Meilleur film
- Directors Guild of America Awards 2025 : Meilleur réalisation pour un film
- Satellite Awards 2025 : Meilleur film musical ou comédie

### Nominations
- César 2025 : Meilleur film étranger
- Golden Globes 2025 : 
  - Meilleur film musical ou comédie
  - Meilleure réalisation
  - Meilleure actrice dans un film musical ou comédie pour Mikey Madison
  - Meilleur acteur dans un second rôle pour Iouri Borissov
  - Meilleur scénario
- Oscars 2025 : Meilleur acteur dans un second rôle pour Iouri Borissov
- British Academy Film Awards 2025:
  - Meilleur film
  - Meilleure réalisation
  - Meilleur acteur dans un second rôle pour Iouri Borissov
  - Meilleur scénario original
  - Meilleur montage
- Critics' Choice Movie Awards 2025:
  - Meilleur réalisation
  - Meilleur actrice pour Mikey Madison
  - Meilleur acteur dans un second rôle pour Iouri Borissov
  - Meilleur distribution
  - Meilleur scénario original
- Satellite Awards 2025 : 
  - Meilleure réalisation
  - Meilleure actrice dans un film musical ou une comédie pour Mikey Madison
  - Meilleur acteur dans un second rôle pour Iouri Borissov
  - Meilleur scénario original
  - Meilleur montage
- Screen Actors Guild Awards 2025 : 
  - Meilleure Actrice pour Mikey Madison
  - Meilleur acteur dans un second rôle pour Iouri Borissov
  - Meilleure distribution